# Magnolia cathcartii
Magnolia cathcartii este o specie de plante din genul Magnolia, familia Magnoliaceae. A fost descrisă pentru prima dată de Joseph Dalton Hooker și Thomas Thomson, și a primit numele actual de la Hans Peter Nooteboom. Conform Catalogue of Life specia Magnolia cathcartii nu are subspecii cunoscute.